# 2017 LoL KeSPA컵
2017 LoL KeSPA컵은 2017년 열린 리그 오브 레전드 케스파컵으로, KT 롤스터가 결승에서 롱주 게이밍을 3대2로 꺾고 우승을 차지하였고 KT의 우승의 주역 허원석은 이 대회 결승전 최우수선수로 선정됐다.

## 전후 대회
- 이전- 2016 하스스톤 KeSPA컵
- 이후- 2017 카트라이더 KeSPA컵